# Костные рыбы
Ко́стные ры́бы (лат. Osteichthyes) — группа рыб, включающая всех костных позвоночных, за исключением четвероногих. Костные рыбы имеют парные плавники. Рот этих рыб образован хватающими челюстями с зубами, жабры расположены на жаберных дугах с внутренней скелетной опорой, ноздри парные.
Традиционно рассматривались в качестве самостоятельного класса или надкласса Osteichthyes, но в связи с тем, что такая группа является парафилетической по отношению к четвероногим, в соответствии с принципами кладистики название Osteichthyes часто распространяют на всех костных позвоночных, а костные рыбы считаются нетаксономической группой. В классификации Дж. С. Нельсона для обозначения монофилетической группы костных позвоночных было предложено ввести новый таксон Euteleostomi.

## Происхождение

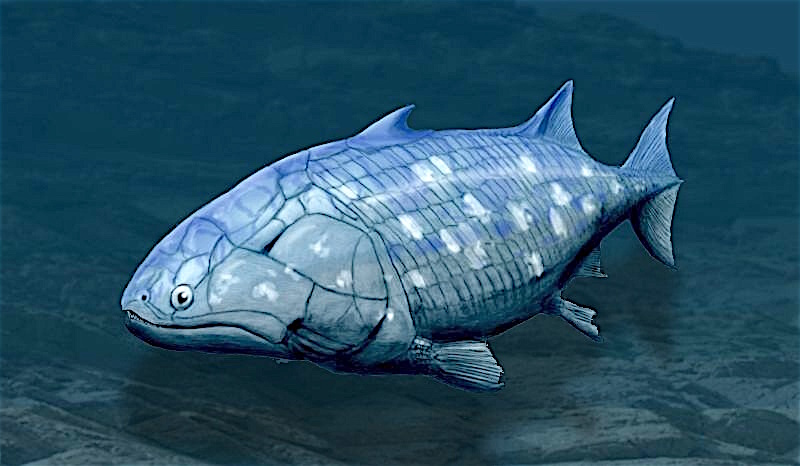
Guiyu oneiros — самая древняя из известных по останкам хорошей сохранности костная рыба

Древнейшие известные окаменелости костных рыб относятся к лудловской эпохе силурийского периода (около 425 млн лет назад). Сейчас спорно, от кого они вместе с хрящевыми произошли: от плакодерм или акантод. После девонского вымирания, когда вымерли плакодермы, в морях стали господствовать костные и хрящевые рыбы, не имея конкурентов.

## Строение тела

### Покровы
Обладают чешуёй ганоидного, циклоидного или ктеноидного типа. Чешуя покрыта слизью.

### Опорно-двигательная система
Состоит из костного скелета и мышц, позволяет рыбе передвигаться в воде.

### Пищеварительная система
Из ротовой полости пища переходит в глотку, из неё в пищевод, а затем в объёмистый желудок или сразу в кишечник (карась). В желудке происходит частичное переваривание пищи под воздействием желудочного сока. Окончательное переваривание пищи происходит в тонком кишечнике.
В начальный отдел тонкого кишечника впадает проток жёлчного пузыря, печени и протоки поджелудочной железы. В тонком кишечнике питательные вещества всасываются в кровь, а непереваренные остатки пищи удаляются через анальное отверстие.

### Плавательный пузырь
У большинства костных рыб под позвоночником есть плавательный пузырь, заполненный смесью газов, которые выделяются из кровеносных сосудов. При увеличении объёма пузыря средняя плотность тела рыбы уменьшается и она легко всплывает, а при уменьшении — погружается.

### Дыхательная система
Дыхание жаберное. Из ротовой полости вода проходит через жаберные щели, омывает жабры и из-под жаберных крышек выходит наружу. Жабры состоят из жаберных дуг, которые, в свою очередь, состоят из жаберных лепестков и жаберных тычинок.
У некоторых видов существенное значение имеет кожное дыхание или есть приспособления к дыханию воздухом.

### Кровеносная система
Кровеносная система рыб замкнутая, сердце состоит из двух камер: предсердия и желудочка. От желудочка к жабрам отходит большой кровеносный сосуд — аорта, ветвящийся на более мелкие — артерии. В жабрах артерии образуют густую сеть мельчайших сосудов — капилляров. После обогащения крови кислородом (обогащённая кислородом кровь называется артериальной) сосуды вновь собираются в артерию, которая ветвится на более мелкие артерии и капилляры. В органах тела через стенки капилляров кислород и питательные вещества поступают в ткани, а из тканей в кровь — углекислый газ и другие продукты жизнедеятельности.

### Выделительная система
Ненужные для организма вещества выделяются из крови, когда они проходят через органы выделения — почки. От почек отходят два мочеточника, по которым моча стекает в мочевой пузырь, а затем удаляется наружу через отверстие позади анального.

### Органы размножения
У большинства видов оплодотворение наружное. У видов с внутренним оплодотворением копулятивный орган самцов образуется изменённой частью анального плавника. У самцов в парных половых железах, семенниках, образуются сперматозоиды, их называют молоками. У самок в яичниках образуются яйцеклетки, их называют икрой. Оплодотворение, как правило, внешнее, происходит в воде, куда половые клетки выводятся через специальные проливы. Все процессы, связанные с откладыванием икры, молок и оплодотворением, называют нерестом. Для нереста характерно особое брачное поведение.

## Классификация
В зоологической литературе XX века группа костных рыб обычно рассматривалась как класс, состоящий из двух подклассов: Лучепёрые (Actinopterygii) и Лопастепёрые (Sarcopterygii). Такая трактовка сохраняется и в некоторых учебниках начала XXI века, однако всё большее распространение получают классификации, в которых ранг упомянутых подклассов повышен до ранга класса. Например, в классификации канадского зоолога Дж. С. Нельсона (2006) группа костных позвоночных (выступающая под названием Euteleostomi и не имеющая ранга) трактуется как объединение двух сестринских групп — классов Лучепёрые и Лопастепёрые. При этом если лучепёрые являются монофилетической группой, то лопастепёрые — группа заведомо парафилетическая (поскольку ближайший общий предок последней группы также является и предком современных четвероногих); в результате парафилетической оказывается и вся группа костных рыб. Следуя правилам кладистики, не допускающим использования парафилетических таксонов, Нельсон переопределяет объём лопастепёрых, включая в него и всех четвероногих (получивших в его классификации ранг инфракласса).